# 닌텐도 Wi-Fi USB 커넥터

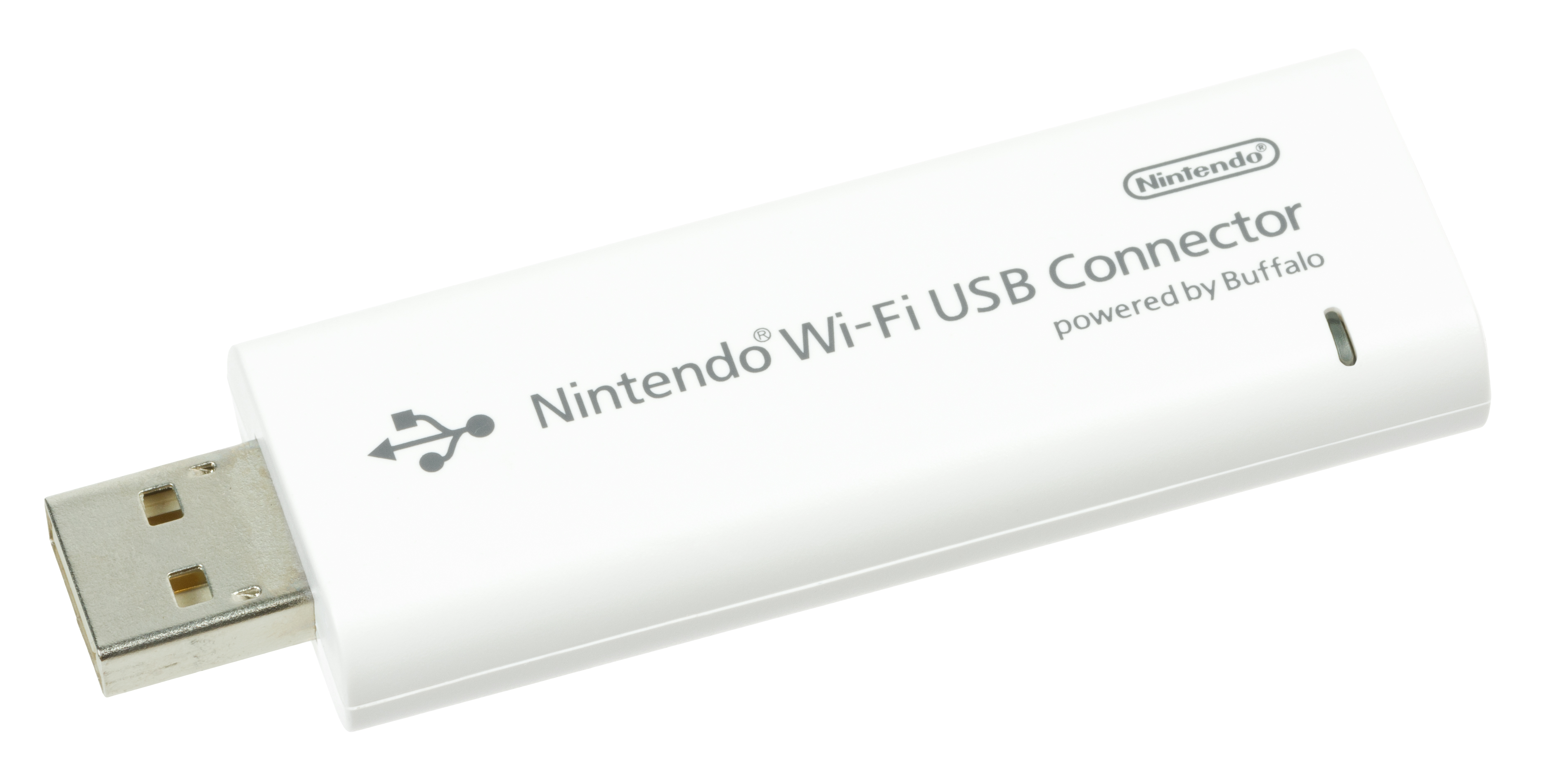
닌텐도 와이파이 USB 커넥터

닌텐도 Wi-Fi USB 커넥터(Nintendo Wi-Fi USB Connector)는 닌텐도와 버팔로 테크놀로지가 개발한 닌텐도 DS, 닌텐도 3DS 및 Wii의 주변기기로, 와이파이 또는 와이파이 호환 네트워크가 없는 닌텐도 DS와 Wii 사용자들에게 광대역 인터넷에 접속된 PC의 USB 포트에 연결하기만 하면 커넥터가 와이파이 네트워크를 만들어주며, 이를 통해 닌텐도 와이파이 커넥션을 지원하는 게임을 인터넷상의 다른 사용자와 같이 플레이할 수 있다. 닌텐도 와이파이 USB 커넥터로 생성된 와이파이 네트워크는 독자적인 인증 체계를 사용하기 때문에 닌텐도 DS와 위에서만 사용할 수 있으며, 제품은 USB 확장 케이블, 사용설명서, 소프트웨어 CD를 같이 포함해 제공한다.
처음에 와이파이 USB 커넥터는 윈도우 XP(단, 윈도우 XP 프로페셔널 x64 에디션은 지원하지 않음)만 지원했으며, 이 때문에 윈도우 2000과 같은 예전 판의 윈도는 지원되지 않는다는 점이 주 문제점으로 등장했다. 이후 윈도우 비스타가 출시되었을 때도 새 플랫폼의 지원이 제대로 되지 않는 점이 문제점이 되었다. 비스타 드라이버는 닌텐도 유럽과 미국 지사의 홈페이지에서 공개되었으나 XP 드라이버가 나온 지 두 달, 그리고 비스타가 시장에 공개된 지 몇 달이 지나서였다.
리눅스, 맥 오에스 텐, BSD를 포함한 유닉스 계통의 운영체제는 완전히 지원하지 않는데 이것은 잘 쓰이는 운영 체제가 아니고 많은 하드웨어 제조사들은 처음에 많은 사용자들을 확보하고 있는 윈도에만 중점을 두기 때문이다. 하지만, 리눅스와 BSD에서는 적당한 드라이버를 사용하면 닌텐도 와이파이 USB 커넥터를 클라이언트 모드 상태로 할 경우 사용이 가능하다.
와이파이 커넥터 소프트웨어를 설치할 때는 CD로 설치하는 것보다는 웹사이트에서 최신 버전을 다운로드해서 설치하는 것이 바람직하다. 최신 버전에 중요한 업데이트들이 반영되어 있기 때문이다. CD 안에 포함되어 있는 소프트웨어는 1.05보다 오래된 버전으로 윈도우 비스타를 지원하지 않는다.
2014년 5월 20일 닌텐도 와이파이 커넥션이 종료되었다.